# San Fernando de Monte Cristi
Pour les articles homonymes, voir Monte Cristi.
San Fernando de Monte Cristi est une ville du nord-ouest de la République dominicaine, capitale de la province de Monte Cristi. Elle a une population de 25 776 habitants (15 629 en zone urbaine et 10 147 en zone rurale).
L'économie de Monte Cristi se fonde principalement sur la production de produits agricoles, de la pêche et du sel marin.
Le Saint-patron de la ville, San Fernando, est célébré le 30 mai de chaque année avec des cortèges, des rencontres sportives, des danses, des jeux populaires et d'autres activités culturelles diverses.

## Histoire
Christophe Colomb a appelé la région Monte Cristi en l'honneur du Christ, pour la beauté et la grandeur de ses vallées et de ses collines dignes du Christ.
La ville a été fondée en 1506 par le gouverneur espagnol, Nicolás de Ovando.
Vers 1605-1606, pour des raisons politiques qui font référence au fait que la région avait été transformée en centre de contrebande et en raison du trafic illicite de bateaux hollandais et portugais, le roi Philippe III d'Espagne décida de mettre un terme à ces pratiques. Ses ordres furent suivis à la lettre et sauvagement exécutés par le gouverneur de la colonie, Antonio Osorio. Et c'est ainsi que la ville de Monte Cristi fut détruite et abandonnée par ses habitants (comme à Puerto Plata), qui s'installèrent au sud de l'île et bâtirent la ville de Monte Plata, près de la ville de Santo Domingo.
À partir de 1697, des immigrants des îles Canaries s'y installèrent. En 1842, un séisme ravagea la ville entière. La plupart des maisons actuelles datent donc d'après ce séisme.
C'est dans cette ville que commença la conquête de l'indépendance de Cuba. Le 25 mars 1885, dans une petite maison située dans ce qui est aujourd'hui l'avenue de Mella, le Général Maximo Gomez de Baní et José Martí de La Havane, signèrent un document, qui sera connu comme le manifeste de Montecristi, dans lequel ils réaffirmaient la fraternité entre leurs deux peuples et qui les incitait à combattre jusqu'à ce que Cuba ait enfin gagné son indépendance.

## Temps modernes
La ville était un important port commercial jusqu'au XIXe siècle - avec l'exportation de sucre, d'acajou et d'autres cultures en Europe.
Actuellement la plupart des 25 000 habitants tirent leur subsistance de l'agriculture, de la pêche et des salines au nord.
Il n'y a pas beaucoup de tourisme dans cette ville de style victorien, il faut visiter Cayo Cabrita et les plages d'El Morro et y pratiquer la plongée dans des fonds marins surprenants occupés par les restes de magnifiques galions. Depuis El Morro, vous pouvez nager sur 300 mètres jusqu'à la Isla Cabrita, une île avec un phare. Beaucoup viennent à la région pour visiter le Parc National, le Parque Nacional de Monte Cristi, composé d'une forêt sèche subtropicale, de lagunes et de la Mesa qui culmine à 275 mètres de hauteur. La Mesa surplombe une mer spectaculaire et claire ci-dessous et est bordée de plusieurs petites îles situées juste à côté de la rive, connu sous le nom de Los Siete Hermanos (Les Sept Frères), et où les tortues marines pondent leurs œufs arrivée à l'âge adulte. Il y a plus de 160 espèces d'oiseaux et plus de 10 espèces de reptiles qui occupent le parc.
La ville est accessible avec l'aérodrome Osvaldo Virgil.